# 星をみるひと
『星をみるひと』（ほしをみるひと）は、ホット・ビィより1987年10月27日（11月18日の異説あり)に発売されたファミリーコンピュータ用ゲームソフト。
2020年7月30日にNintendo Switchへの移植版が株式会社シティコネクションより配信開始。

## 概要
退廃的な未来世界を舞台に、超能力を持つ主人公みなみが「サイキック狩り」の襲撃と戦いながら、仲間達と共に世界の謎を解き明かしていくSFロールプレイングゲーム。
ホット・ビィが1984年にPC-8801およびFM-7で発売した『サイキックシティ』の続編的な位置づけとなっており、超能力者などの設定やバックグラウンドを引き継いでいる。また、全体的にヒントの少ない謎解き、単純な勧善懲悪ではないSF的ストーリー、序盤から高めの戦闘バランス、プレイヤーの選択によって変わるエンディングなど、ゲームデザインは当時のパソコンゲーム寄りである。
本作の版権は現在シティコネクションが所有しており、サウンドトラックなどがリリースされていた。この流れから、同社がNintendo Switch版を出すことになった。

## ゲーム内容
サイバーパンク的な世界観のシナリオやBGMに関しては評価が高いものの、システムの仕様からユーザビリティやゲームバランスに問題があり、クソゲーと呼ばれることもある。その理不尽さから「攻略本がない場合、このゲームでできることは実質的に『歩く』『死ぬ』の2種類だけとなる」と評する文献もある。

### マップ・移動関連
- 開始直後、主人公は何の指示も与えられないままフィールドマップに放り出される。しかも最初に向かうべき町は「超能力で隠れている」という設定でフィールド上に表示されない[6]。さらにHPなどを回復することができるポイントがこの町にしか無いため、この町に気づけなければストーリーの進行以前に敵との戦闘などでゲームを進められない。
- キャラクターの移動速度が極めて遅く、1マスの移動に1秒近くかかる。町の中のNPCなどに追いつけずに話しかけにくい。
- 町などの子マップからフィールド上に戻ったり、敵との戦闘からESP「てれぽーと」による逃走に失敗したりすると、元の場所ではなく、フィールドごとに決まったポイントに飛ばされる。例えば、2つめの町に入りその町から出ると、その町がある場所ではなく、1つめの町があった場所に戻される。場合によっては物語の進行上、先にあるはずの行ったことのない場所に出てしまう。
  - 町から出ると遠くの場所まで飛んでしまうため、フラグを立てるために町を往復するというRPGでは基本のはずの作業ですら困難となる。
- 中盤以降、ドアを開けるために必要となる「IDかーど」が最強クラスの装備品並、あるいはそれの数倍もの値段と高価である上に、使い捨てである。
  - しかも一度開けてもドアはまた閉まるため、一枚しかかーどを持たない状態でドアのある部屋に入ると閉じ込められ、セーブ・リスタートを余儀なくされる事がある。さらに、このIDかーどを購入するための資金を溜めようとしても、後述のパスワードの問題によりお金を溜めること自体の難易度が高い。一応、このIDかーどをタダでくれるNPCが存在するが、やはりノーヒントであり、気づかずにまじめに金を溜め続けるプレイヤーは多い。
- クリアに不可欠な特定アイテムの入手方法が、「マップ上の特定地点を通過する」というもの。全く見えず、しかも入手してもわずかな効果音がするのみ。
- フィールド内には歩くとダメージを受ける場所が存在するが、ダメージを受けている事に気づかせる描写が一切ない。そして、キャラクターが死んだ時に初めてそのメッセージが表示される。そのため、キャラクターが死んで初めて気が付く、ということがある。

### パスワード関連
- パスワードの文字数や文字種類が多く、ゲーム内の会話のテキストではアルファベットと平仮名しか使われていないのに、パスワードのみ片仮名や特殊記号も使用されている。中には見た目で区別しにくいフォントもあり、念入りな確認が要求された。
- パスワードの文字入力は文字一覧から選択するのではなく、十字キーの上下で「あ⇔い⇔う⇔…」というように一文字ずつ送らなくてはならず、時間がかかる。
- 正しいパスワードの入力を完了できたとしても、前回パスワードを聞いて終了した時点の状態が正しく再現されない。
  - 「じゃんぷ」で登録したワープ先のポイントは再開するたびに全箇所リセットされ、初期値である「まむすのむら」になる。
  - 所持金の情報も大幅に簡略化され、「256単位」でしか記憶されず、所持金を256で割って出た端数は消えてしまう（例：550の所持金を持っていた場合、256で割ると2あまり38なので、38が消えてなくなって512から再開する）。なお、ゲーム内で購入するアイテムの値段の桁からして所持金200以下であることが多いため、ほとんどの場合は全額消える。
  - キャラクターの経験値も「4単位」で記憶され、最大3ポイント消失する。これによってレベルが上がるポイントを割った場合、ゲームを再開するとレベルが下がるという事が起こる。
  - 「くすりのもと」の情報は一切記憶されず、再開するたびに何も持っていない状態に戻る。
  - 「あいてむ」の情報はある程度記憶されるが、所持数が奇数であるか偶数であるかによって、「BOMB」というアイテムが勝手に所持品に追加されたり、勝手に削除されたりする。

### 装備・戦闘関連
- 戦闘から逃走するコマンドが存在しない。ESP「てれぽーと」が唯一の戦闘離脱手段であるが、主人公のレベルがある程度上がらないと使えないため、序盤は逃走自体が不可能である[6]。
  - ただし「てれぽーと」も味方を1人ずつ離脱させる仕様であるため、一度に全員が逃げることができない。失敗によって全員離脱が可能だが、エンカウントした場所に応じて全く別のポイントに飛ばされてしまう。
  - 味方全員を一度に離脱させるESPも別途存在するが、エンカウントした場所には戻らない上、習得するのは最後であるため、ほとんど利用価値が無い。
- 最序盤から「ふっかつしゃ」や「さらまんど」といった強力な敵に遭遇することが低くない確率で起こる上、最も弱い敵でも行動選択を誤ると全滅の可能性がある[6]。
  - 「ふっかつしゃ」はゲーム開始直後から出現する可能性がある敵であるにも関わらず、主人公が一番後に覚えるような最強レベルのESPを使うため、レベルが上がらない内に遭遇した場合ゲームオーバーが確定となる。
  - なお、「ふっかつしゃ」に限らず、ゲーム開始直後に出現する可能性のある敵のうち、およそ半分は「相手の攻撃は3発でこちらのHPを0にする程度なのに、こちらは相手を倒すのに平均して5回以上の攻撃を必要とする」と言うような、初期レベルではまず勝てない相手である。加えて、それが1戦闘で複数も出現する状況も発生する。
  - 「さらまんど」については本体の強さ自体は初期レベルでも何とか勝てる範疇であるが、問題点は後述。
- 戦闘中にコマンドのキャンセルバックがなく、行動のやり直しが利かない。
- 武器や防具は次の装備と買い換えるまで外せない。新たに装備を買うと前に装備していた物は自動的に売却されるが、このとき売却したことを伝えるメッセージがなく、破棄されていると勘違いされやすい。
- 攻撃力を上げるものであるはずの武器を装備するタイミングを誤ると、敵が倒せなくなりゲームの進行が不可能となる可能性がある。
  - これは素手の時と武器を持っている時のダメージ計算式の違いが原因である。素手の時はキャラクターのレベルや敵の防御力などに一切関係なく0〜3の間でランダムにダメージを与えるようになっているが、武器を何か持っている場合、「自分の攻撃力－敵の防御力」で固定になる。レベル初期値付近で安い武器を装備すると、周囲に出現するどの敵の防御力よりも低い攻撃力しか得られず、誰に対しても絶対にダメージが与えられない状態に陥る。攻撃用のESPも未習得だった場合、敵を倒す手段がなくなってしまう。
  - 上記の「武器は新しいものに買い換えるまで外せない」仕様のため素手に戻ることもできない。敵を倒せなければお金を稼いで新しい武器を買うことも、レベルを上げて攻撃力を上げることも攻撃用ESPを覚えることもできないので、ゲームが詰んでしまう。
- 「さらまんど」などの敵が投げる「かりう」を受けると「びょうき」というステータス異常になる。「びょうき」になると一切の行動ができなくなる上、この状態は戦闘中には回復する事が無いため、実質的に回復手段が異なるだけの「しぼう」である。
  - この「かりう」による「びょうき」は防ぐ手段が無いため、いくらレベルを上げても相手によっては常に全滅の危険がある。「びょうき」になった後で治療するESPは存在するが、仲間のうち1人が終盤に覚えるのみで、その仲間が「かりう」を受けてしまうと打つ手がなくなる。
  - なお、実際にゲームオーバーになるのはその後パーティ全員がHP0となり全滅となった時だが、非常に死にやすい序盤とは逆に終盤になると敵の攻撃力に対しプレイヤーキャラクターの体力が有り余る状態になっており、非常に全滅がしにくくなっている。
- RPGでは恒例のラストボスとの戦闘が本作には存在しない。最後の選択肢で「たたかう」を選んだ場合、そのままエンディングとなり、その文中で主人公たちが敗北したことが伝えられる。

### くすり
このゲームでは、手に入れた「くすりのもと」をまむすの村にいる薬剤師に調合してもらうことで、薬を手に入れることができる。ただし、「かりう」はマイナスアイテムで、使用すると病気に侵されてしまう。なお、敵に対する使用は不可能。

### エンディング
エンディングは主人公の選択によって3つに変化する、マルチエンディングシステムである。Nintendo Switch移植版ではラスボスに勝ったとするハッピーエンドが1つ追加された。

## 設定

### ストーリー
未来。「クルーIII」と呼ばれるコンピュータに管理された巨大都市「あーくCITY」から、老人に連れ出されて逃げ出してきた記憶喪失のサイキック「みなみ」が、旅の途中で出会った仲間と共に、この世界の謎を解いていき、最終的には人類が進むべき道を選択する事になる。

### 基本用語
あーくCITY
物語世界にある、汚染された海に囲まれた巨大都市。「きょじゅうく」「ぎょうせいく」「さんぎょうく」などの複数の区域が存在する。
サイキック探知機を持った警備員が巡回しており、サイキックが捕らえられている。きょじゅうくの住民の話より、彼らの世界は、巨大な宇宙船である事が判明する。
クルーIII
あーくCITYの住民をマインドコントロールによって支配・管理しているスーパーコンピュータ。マインドコントロールによって、人々からその存在の記憶は消されている。本来は住民の「悪意」を取り除き治安を維持するのが目的だったが、600年という長い年月を経て、現在は人間でない別の生物（イルカ族・シャチ族）を主としたため、「人間（サイキック）」の運命は大きく変わる。現在のクルーIIIの主目的は、「主」を新しい「地球」へと導くことである。なお、マインドコントロールは完全でなくなっているようである。
サイキック
クルーIIIによるマインドコントロールの影響を受け付けない新たな人間。こまめに情報収集を続けると、彼らがクルーIIIによって作られたミュータントであることが、物語後半に判明する。また、宇宙服無しに酸素パイプのみで宇宙空間に出られる、改造しないと居住できない惑星に行けるなど、普通の人間では生存できない環境でも対応できる能力を持っている。なお、このゲームにおいてのサイキックはESPを使用できる者を指す言葉ではなく、上記の通り、単にクルーIIIのマインドコントロールを受け付けない体質を持つ人間のことである。
サイキック狩り
クルーIIIに操られたロボットや生物兵器が行うサイキック捕獲。彼らはサイキックを見つけると突然襲ってくる。クルーIIIに洗脳されている人々は、サイキックが「人類の敵」であるためにサイキック狩りが行われていると思っている。しかしその真の理由は、「新しい主」が自身らと対等に話ができるアシスタントを欲したため。

### 舞台
まむすのむら
スタート地点の一歩左に歩いた所にある村。住民が力を合わせ、村の姿を外から見えないようにしている。そのためフィールド上では町のグラフィックがない。
でうすのむら
謎の病「りんすきん病」に侵されている村。りんすきん病の治療薬「あいむ」の薬を求めている。
主人公が「あいむ」の薬を所持していると全員完治するが、これはイベントが起こって完治後の状態に切り替わるのではなく、単に主人公らが薬のアイテムを所持しているならば病気が治っており、そうでないならば病気が治る前の状態と判定されているだけなので、薬を捨ててしまうと再びりんすきん病が発生する。
どうくつ
りんすきん病を治療する「あいむ」の薬を調合するために必要な「えくのみ」が手に入る。まむすの村と同じく姿が見えなくなっている。また、入り口の位置が一定でなく、どこを歩けば洞窟に入れるのか、ある程度の範囲までしかはっきりしない。
はつでんしょ
仲間の一人である「しば」が捕らえられている。止まっている発電機を動かすとまむすの村からあーくCITYへ行けるようになる。
北口と南口の繋がりが逆になっている。建物内の出入り口2つはどちらが北でどちらが南なのか不明だが、北口から入ってきたところの出入り口から出ると南口に出る。南口も同様。
あーくCITY
物語世界の中核都市。ここから敵が強くなり、普通にプレイして最初にやって来た時はESPか素手による攻撃でないと、まずダメージを与えられない。
きょじゅうく
仲間の一人である「あいね」が居て、話しかけると仲間になる。
ぎょうせいく
病院や研究所、警備室などがある。仲間の1人である「みさ」が警備室に捕らえられており、複雑な手順を踏むと仲間になる。
ぶれいんしつ
コンピュータルーム。途中には「さんそぱいぷ」が落ちているが、マップでは姿が見えない。
あーくCITYちか
エネルギー管理室も途中にある。「さんそぱいぷ」があれば、ここから「うちゅうたわー」へ進める。
うちゅうたわー
「さんそぱいぷ」がないと来られない。「らぼらとり」と「こっくぴっと」に進める道がある。
らぼらとり
最終到達地点の1つ。ここと「こっくぴっと」は壁の中を歩くことが可能で、壁の中にいると敵が出現しない。
こっくぴっと
最終到達地点の1つ。ここでサイキック達は、3つに分かたれた道を、どれか1つ選ぶことになる。

## 登場人物
みなみ
主人公。サイキックの少年。記憶を失っている。特定のブロックを壊す「ぶれいく」が得意。
しば
発電所に捕らえられているサイキックの少年。壁や障害物を飛び越える「じゃんぷ」が得意。仲間にする手順が話しかけるだけと非常に簡潔。彼の固有能力である「ろんぐじゃんぷ」（町や村などで、登録したポイントに一瞬で移動できるというもの）の利便性が極めて高い。彼を仲間にしなくてもクリア可能だが仲間にしないと、かなり長い間一人旅を強いられる事になり難易度が跳ね上がる。また、高レベルの「じゃんぷ」が使えず「ろんぐじゃんぷ」も使用できないため、快適な冒険ができない。
みさ
サイキックの少女。ダメージ床を無効化する「しーるど」が得意。仲間にする手順が最も複雑だが、彼女がいなくてもクリア可能。
あいね
サイキックの少女。心の声を聞く「てれぱし」が得意。ゲームの流れからは「しば」の次に仲間になる「3人目」キャラクターだが、戦闘画面での隊列では最後尾に置かれる「4人目」キャラクターという扱い。あーくCITYのきょじゅうくにたどり着いて話しかけるだけで簡単に仲間になる。いなければクリア不可能な最重要キャラクター。
まむすのむらにいるサイキック（名前無し）
「しーるど」の能力者で、話しかけると味方を回復してくれる。若くないらしく、仲間にはならないが、「みさ」があーくCITYに居ることを教えてくれる。
でうすのむらにいる老人（名前無し）
幼い頃の「みなみ」をあーくCITYから連れ出した人物。
かつま たいさ
大佐。かつてはサイキックを「人類の敵」と考えていたが、そうではない真実を知り、「みなみ」達に希望を託す。
ぎょうせいくのびょういんにいる男（名前無し）
「みさ」の所在を知っているらしい男。
まっくす
びょういんにいる男が「仲間について知りたければ会ってこい」と言った青年。
なたーしゃ
「みさ」の所在を知っている、もう一人の人物。警備室の管理をしている青年・あーさとは知り合いである。
イルカ族
人類以上の知能を持つ生命体。惑星「あくあ」を自分たちが住める環境にするためのアシスタントを欲している。サイキック達とは共存が可能と考えている。
シャチ族
人類以上の知能を持つ生命体。人類には進歩がなく共存は不可能と考え、サイキックも信用していない。それに加え、イルカ族よりも自分達の方が優れていると考えており、対立している。

## 評価
- ゲーム誌『ファミコン通信』の「クロスレビュー」では、4・5・6・4の合計19点（満40点）となっており[7]、レビュアーの意見としては「スクロールが遅くてかったるい」、「何の理由もなく、突然ワープしちゃうのはひどい」などと評されている[7]。

- ゲーム誌『ファミリーコンピュータMagazine』の読者投票による「ゲーム通信簿」での評価は以下の通り16.80点（満30点）となっている[1]。また、同雑誌1991年5月10日号特別付録の「ファミコンロムカセット オールカタログ」では、「SFチックなストーリーになっているのはいいが、ゲームシステムにかなりの問題があり、ゲームを進めて行くのが非常に辛いゲームだ」と紹介されている[1]。

| 項目 | キャラクタ | 音楽 | 操作性 | 熱中度 | お買得度 | オリジナリティ | 総合  |
| 得点 | 3.05       | 2.82 | 2.78   | 2.91   | 2.65     | 2.59           | 16.80 |

## FC版（オリジナル版）スタッフ
- 企画 - 沖中日出光[8]

- プログラム：森島直樹（当時のアナザーの社長）[9]

## Nintendo Switch版
Switch版では、前述した高難度で理不尽なプレイ感覚を、出来るだけ低ストレスにするための補助機能が数多く付け加えられている。
さいこうぉーく
SwitchコントローラーのZRボタンを押ししている間はキャラクターの移動速度が2倍となる。
さいこりばーす
コントローラーのZLボタンを押すと、数秒程度ゲームの状態をリワインド（巻き戻す）事が可能。
さいこめもりー
いわゆる「どこでもセーブ&ロード機能」。最大3個までプレイデータを保存可能。
にゅうがめぷらす
いわゆる「強くてニューゲーム」。「全員が10000ごーるど（ゴールド）持っている」「全員がデフォルトよりも高レベル（Lv7・Lv14・Lv30のどれか一択）」の、どれかを選んでプレイ開始出来る。
なお、これらを全て使わず、当時そのままの状態でプレイすることも可能である。ストーリー自体はオリジナルと変わらず、文字表記もオリジナルに準じ、全ひらがな表記になっている。
プレイ画面は、オリジナルと同様の4：3の比率が基本で、そのバックに色々なイラストなどを表示できる「壁紙」機能が用意されている。このイラストには発売前に公式Webサイトなどで募集をかけて寄せられたファンアートも含まれている。また、オプションで、「壁紙」を表示せず16：9のフル画面にする事も出来る。
「壁紙」や、オリジナルのパッケージデザイン・説明書などの美術的資料などが閲覧できる「おまけ」機能も付いている。「おまけ」では、一度クリアした際のエンディングを何回でも視聴出来る。なお、詳細は不明だが、全マルチエンディングを見ると「何か」が起こることが示唆されている。

## 逸話
- ゲーム専門誌『ファミ通』1996年4月16号掲載の読者投稿コーナー「やり込みゲーマーズ」にて、『ロマンシング サ・ガ3』のやり込み大賞を決める特集だったにも関わらず、本作が掲載された事がある[10]。しかも通常、生半可なやり込みでは載らないコーナーなのに、本作の場合「ただクリアしただけ」だった[11]。審査員は当時のファミ通やサガシリーズの関係者が務め、彼らが「『星をみるひと』をクリアするほうが大変」として掲載に至ったという[11]。
投稿者は、本作を友人から「クリアできないのでやってみて」と渡され、内容に絶望しながらも1年ほどかけて何とかクリアしたという。元々『ロマサガ3』のやり込み動画を送るつもりだったが時間が足りず断念、テープが余っていたためおまけとして、『FF6』と『ミネルバトンサーガ』のやり込み失敗動画に加え、本作のクリア動画も送ったらしい。『ロマサガ3』のやり込みは後に達成したようだが、投稿者自身も「星をみるひとのクリア」の方が大変だったと思うと語っている[11][10]。
- 「シナリオは劇作家の鴻上尚史が手掛けた」というデマ[12]が人気クイズゲームで「正解」として出題される[13]ほどシナリオの評価は高い。
- Switchへの移植が発表された時はTwitterでは『星をみるひと』がトレンド入りし[14]、イラストコンテストには世界中から応募作が殺到した[14]。